# Tudhope Motor
Tudhope Motor Co. Ltd., vorher Tudhope-McIntyre Co., war ein kanadischer Hersteller von Automobilen.

## Unternehmensgeschichte
William Tudhope & Son, bereits vor 1876 gegründet, war um 1900 der größte Karosseriehersteller in der Provinz Ontario. 1908 wurde in Orillia Tudhope-McIntyre Co. als eigenständiges Unternehmen zur Automobilproduktion gegründet. Die Lizenz kam von der W. H. McIntyre Company aus den USA. Der Markenname lautete zunächst Tudhope-McIntyre. Am 22. August 1909 zerstörte ein Feuer das Werk. 1910 wurde das Unternehmen in Tudhope Motor Co. Ltd. umbenannt und ein neues Werk gebaut. Die Lizenz kam nun von der Metzger Motor Car Company für deren Marke Everitt. Der Markenname Everitt wurde von 1910 bis 1911 übernommen, bevor er in Tudhope geändert wurde. Im Sommer 1913 ging das Unternehmen in den Bankrott.
Fisher Motor Car übernahm das Werk und viele Teile.

## Fahrzeuge
Der Tudhope-McIntyre war ein Highwheeler. Ein Zweizylindermotor mit 13 PS Leistung trieb über ein Planetengetriebe und zwei Ketten die Hinterräder an. Die Verkaufszahlen waren gut.
Der Everitt 30 war moderner konzipiert. Er hatte einen Vierzylindermotor mit 3910 cm³ Hubraum und 30 PS Leistung. Zur Wahl standen Tourenwagen und Roadster.
Der Tudhope 30 war nur eine überarbeitete Version. Ein stärkeres Differential, Zündung von Bosch, Tachometer und ein Werkzeugkasten auf dem Trittbrett waren die Unterschiede. Auch dieses Modell galt 1913 schon als veraltet und fand zum Schluss nur noch wenig Käufer.
Der Tudhope 6-48 war Kanadas erstes Sechszylindermodell in Serienproduktion. Der Sechszylindermotor hatte 5866 cm³ Hubraum. Der Radstand betrug 3223 mm. Die Aufbauten boten wahlweise Platz für zwei, fünf oder sechs Personen. 1913 kamen elektrische Beleuchtung und ein Elektrostarter dazu. Der hohe Preis verhinderte hohe Verkaufszahlen.